# Beurey-Bauguay
 Beurey-Bauguay  là một xã ở tỉnh Côte-d’Or trong vùng Bourgogne, phía đông nước Pháp. Khu vực này có độ cao trung bình 400 mét trên mực nước biển.